# Associació de la Premsa Estrangera de Hollywood
L'Associació de la Premsa Estrangera de Hollywood (en anglès Hollywood Foreign Press Association o HFPA) és una organització sense ànim de lucre dels periodistes i fotògrafs que informen sobre l'activitat i els interessos del indústria de l'entreteniment als Estats Units per als mitjans de comunicació (diaris,publicació de revistes i llibres, televisió i difusió de ràdio) predominantment fora dels EUA. L'HFPA consta d'uns 105 membres d'aproximadament 55 països amb un conjunt combinat de més de 250 milions. Realitza la cerimònia dels Globus d'Or a Los Angeles cada gener, que homenatja exemples notables de cinema i televisió i assoliments en empreses de l'entreteniment.

## Història
L'associació es va fundar l'any 1943, per periodistes estrangers amb seu a Los Angeles que volien un procés de distribució més organitzat de notícies de cinema als mercats de fora dels Estats Units.
Els primers premiats dels Globus d'Or van ser per a la indústria cinematogràfica a principis de 1944 amb una cerimònia als 20th Century Fox. Allí, Jennifer Jones va ser guardonada com a "Millor actriu" per The Song of Bernadette que també va guanyar a "Millor pel·lícula", mentre que Paul Lukas es va emportar el de " millor actor" per "Watch on the Rhine. Els premis es van lliurar en forma de pergamins.
L'any següent, els membres van tenir la idea de presentar als guanyadors un globus daurat envoltat amb una tira de pel·lícula cinematogràfica i muntat en un pedestal.
L'any 1950, les diferents filosofies entre els membres van provocar un cisma dins de l'organització, que va provocar una escissió en dos grups separats: l'Associació de Corresponsals Estrangers de Hollywood i l'Associació de Premsa Estrangera de Hollywood. La separació va acabar l'any 1955 quan els periodistes es van reunir sota el títol col·lectiu The Hollywood Foreign Press Association amb directrius i requisits ferms per ser membres.
El 1955, els Globus d'Or van començar a homenatjar els èxits tant a la televisió com al cinema. Els primers premiats a la categoria "Millor programa de televisió" aquell any van ser Dinah Shore, Lucy & Desi,  The American Comedy i  Davy Crockett.

## Criteris de pertinença
Les reunions de socis es celebren mensualment i els oficials i directors s'elegeixen anualment.
El febrer de 2021, Los Angeles Times va informar que cap dels membres de l'associació era afroamericà. En resposta, a principis de maig de 2021, l'HFPA va anunciar un pla per augmentar el nombre de membres amb un "enfocament específic en el reclutament de membres negres", millorar la governança i reduir els conflictes d'interessos.
Lorenzo Soria va ser elegit president de l'Associació de Premsa Estrangera de Hollywood el 2019. Helen Hoehne va ser nomenada presidenta el setembre de 2021.

## Caritat
L'HFPA és una organització sense ànim de lucre que dona fons a organitzacions benèfiques relacionades amb l'entreteniment. Els premis Globus d'Or recapten uns 10 milions de dòlars de la seva emissió televisiva cada any. L'HFPA acull un banquet anual de subvencions per distribuir fons; el 2015 es van donar 2,1 milions de dòlars a organitzacions sense ànim de lucre. Segons l'HFPA, des de l'any 1990 es van donar més de 23,9 milions de dòlars a organitzacions benèfiques fins al 2015 i es van utilitzar per finançar beques i subvencions.
També s'han utilitzat fons per restaurar més de 90 pel·lícules, incloses King Kong (1933) i Woman on the Run (1950).

## Residència HFPA
A partir del 2018, l'HFPA va anunciar el seu programa de residència en col·laboració amb Film Independent. El programa selecciona tres guanyadors de la secció Orizzonti de la Mostra Internacional de Cinema de Venècia italià i tres participants del Festival Internacional de Cinema de Toronto del Canadà a Los Angeles per a un taller intensiu.
Entre els becaris de residència de 2019 hi eren Emir Baigazin, Mahmut F. Coskun, Georgia Fu, Maria Bozzi, Avril Z. Speaks, Rati Tsiteladze, Cynthia Kao.
Els guanyadors del programa de residència 2020 van ser els participants del TIFF: All These Creatures de l'australià Charles Williams, Misterio de Chema Garcia d'Espanya i Measure de la directora canadenca Karen Chapman. Això s'afegeix als guanyadors de Venècia: Atlantis, de l'ucraïnès Valentyn Vasyanovych, Blanco en Blanco de l'espanyol Théo Court i el filipí Raymund Ribay Gutierrez.
Els guanyadors del programa de residència de 2021 van ser els participants del TIFF: Hair: The Story of Grass de Maha Al-Saati, H'mong Sisters de Jeff Wong i Matria d'Álvaro Gago Díaz. Això se suma als guanyadors de Venècia a la secció Orizzonti: Millor pel·lícula - Dashte Khamoush ("The Wasteland"), d'Ahmad Bahrami; Lahi, Hayop ("Gènere Pan"), Lav Diaz; millor director i premi especial del jurat, per Ana Rocha de Sousa.

## Polèmiques

### Denúncies d'assetjament sexual
El 2018, l'actor Brendan Fraser va afirmar que l'antic president de l'HFPA, Philip Berk, el va grapejar el 2003. L'organització va encarregar una investigació interna, que va concloure que Berk va actuar de manera inadequada però no va suposar cap mal. Els funcionaris de l'HFPA van demanar a Fraser que signés una declaració conjunta sobre l'assumpte, però no van compartir les conclusions completes amb ell.

### Membres i acusacions de corrupció
Una investigació de Los Angeles Times l'any 2021 va trobar que l'HFPA pagava regularment als seus 87 membres més d'un milió de dòlars anuals per servir en diversos comitès, cosa que pot posar en perill el seu estatus com a exempció fiscal d'organització sense ànim de lucre.
L'escassa pertinença de l'HFPA també s'ha descrit com més fàcil de influir que els òrgans de vot significativament més grans de l'Acadèmia d'Arts i Ciències Cinematogràfiques (AMPAS) i l'Acadèmia d'Arts i Ciències de la Televisió; l'informe al·legava que els membres havien ofert accés a actors i platós de pel·lícules, i regals cars (incloses estades d'hotels de preu elevat i reserves de restaurants).
L'informe també al·legava que molts dels seus membres no són en absolut periodistes, els periodistes estrangers establerts que sol·licitaven la pertinença eren rebutjats regularment.
Un periodista noruec va presentar una demanda antimonopoli contra l'HFPA, la sol·licitud del qual per ser membre de l'HFPA havia estat rebutjada repetidament. Va al·legar que el grup operava com un càrtel monopolitzant el mercat del periodisme d'entreteniment estranger, que havia estat rebutjada per no canibalitzar altres membres escandinaus, i que la seva incapacitat per unir-se estava afectant la seva capacitat per obtenir el seu "exclusiu" accés a celebritats i promocions. El 24 de novembre de 2020, un tribunal federal va desestimar la demanda, argumentant que el periodista no va definir el "mercat" que suposadament monopolitzava l'HFPA i que l'HFPA no estava subjecte al dret de procediment just, ja que participar en una "activitat d'algun interès per al públic" no era el mateix que operar "en interès públic".

### Representació negra
El 2021, l'HFPA va enfrontar-se a crítiques per la manca de representació dels negres entre els seus membres; Los Angeles Times va informar que l'associació no havia tingut cap nou membre negre des de Meher Tatna, el seu antic president, el 2002. Variety va citar que el criteri que requeria als nous membres haver estat patrocinats per dos membres actuals de l'HFPA era un obstacle important per reclutar nous membres negres, afirmant que "per a un periodista estranger amb seu a Los Angeles, establir relacions amb aquest petit grup, que són en gran part desconeguts pel públic, és difícil a causa de les seves polítiques de pertinença estricta i exclusives. Més transparència ajudaria a alleujar la percepció pública que el grup no pretén ser inclusiu."
Abans dels 78ns Premis Globus d'Or, Time's Up va llançar una campanya a les xarxes socials per cridar l'atenció sobre el problema. El 25 de febrer de 2021, l'HFPA va declarar que estava "totalment compromesa a garantir que els nostres membres reflecteixin les comunitats d'arreu del món que estimen el cinema, la televisió i els artistes que els inspiren i eduquen", i que tenia previst "treballar immediatament per implementar un pla d'acció "per" atraure membres negres, així com membres d'altres orígens poc representats". L'HFPA va declarar que més del 35% dels seus membres eren de països no europeus i que conté persones de color, però era conscient que cap dels seus membres actuals era negre.
El 9 de març de 2021, l'HFPA va anunciar que havia contractat Shaun R. Harper, director executiu de la USC Race and Equity Center, com el seu nou "oficial de diversitat estratègica", i va contractar Ropes & Gray per "donar suport al desenvolupament continuat d'un sistema d'informació confidencial per investigar presumptes violacions dels nostres estàndards ètics i codi de conducta." L'abril de 2021, l'antic president de l'HFPA, Philip Berk, va ser expulsat després d'enviar per correu electrònic als seus companys un article que descrivia Black Lives Matter com un "moviment d'odi racista", i va criticar l'organitzador Patrisse Cullors per comprar una casa en un barri de luxe.

#### Intents de reformes, boicots
El 3 de maig de 2021, l'HFPA va anunciar plans per a un paquet de reformes, inclòs un augment del 50% dels membres durant els propers 18 mesos amb un enfocament particular als grups infrarepresentats (amb almenys 20 nous membres durant el proper any, que tindran un enforcament en nous membres negres), nous càrrecs administratius professionals (incloent un  CEO, CFO, director de diversitat, equitat i inclusió, i director de recursos humans), establint una junta de supervisió per a una "reforma organitzativa crítica" i altres millores de responsabilitat (inclosos els límits de mandat per als membres de la junta i la restricció de "regals" interns). La majoria dels membres de l'HFPA van votar a favor del paquet el 6 de maig; a causa de la llei de Califòrnia, els canvis als estatuts de l'organització estan subjectes a més votacions per part dels membres de ple de l'HFPA programades al juny i al juliol.
Si bé Dick Clark Productions i NBC—el productor i l'emissora dels Globus d'Or de fa molt de temps, respectivament— van donar suport a les reformes previstes, Time's Up i un grup de 100 empreses de relacions públiques van criticar la manca de terminis per omplir alguns dels nous càrrecs directius, argumentant que no s'acabarien prou aviat com per tenir cap impacte material en el cicle dels propers Globus d'Or. Time's Up va argumentar, a més, que el paquet "en gran part no conté detalls" ni "compromís de responsabilitat o canvi real".
El 7 de maig de 2021, tant Amazon Studios com Netflix van anunciar que aturarien les seves activitats amb l'HFPA fins que es fessin suficients accions sobre reformes. El co-CEO de Netflix, Ted Sarandos, va explicar que l'empresa "[no] creu que aquestes noves polítiques proposades, especialment pel que fa a la mida i la velocitat del creixement dels membres, abordin els reptes sistèmics de diversitat i inclusió de l'HFPA, o la manca de estàndards clars sobre com haurien d'operar els vostres membres".
El 10 de maig, WarnerMedia, propietat d'AT & T, i les seves filials van boicotejar de manera similar l'HFPA, afirmant que les reformes proposades "[no van] prou lluny per abordar l'amplitud de les nostres preocupacions, ni la vostra cronologia capta la necessitat immediata per la qual s'haurien d'abordar aquests problemes", i també criticant "els favors especials i les peticions poc professionals [que] s'han fet als nostres equips i a altres persones de la indústria", la manca de diversitat entre els nominats i guanyadors dels Globus d'Or, i la L'HFPA no té un "codi de conducta forçat que inclogui tolerància zero pel contacte físic no desitjat de tot el talent i el personal."
El mateix dia, NBC va anunciar que no emetria la cerimònia dels 79ns Premis Globus d'Or del 2022, afirmant que "un canvi d'aquesta magnitud requereix temps i treball, i creiem fermament que l'HFPA necessita temps per fer-ho bé", i que "esperem que estarem en condicions d'emetre el programa el gener de 2023". En suport dels boicots, Tom Cruise va tornar els Globus d'Or que va guanyar per Born on the Fourth of July, Jerry Maguire i Magnolia .
Després d'aquests esdeveniments, l'HFPA va publicar un nou calendari per a les seves reformes, que suposaria que el procés s'hauria completat la setmana del 2 d'agost. L'1 d'octubre, l'HFPA va publicar un llista de 21 nous membres que havia reclutat en virtut d'aquestes reformes, augmentant el seu nombre de membres en un 20 per cent. Aleshores, el 15 d'octubre, l'HFPA va anunciar que encara tenia previst celebrar la 79a cerimònia dels Globus d'Or de totes maneres, amb o sense una emissora estatunidenca. La cerimònia es va celebrar finalment com un esdeveniment privat amb només els beneficiaris de l'HFPA presents, i es va centrar principalment en les seves activitats filantròpiques.
El juliol de 2022, l'HFPA va aprovar una reestructuració important, en virtut de la qual el CEO interí Todd Boehly establirà una entitat amb ànim de lucre a través del seu holding Eldridge Industries (propietari del productor de cerimònia Dick Clark Productions, així com de la publicació comercial d'entreteniment  The Hollywood Reporter ) que gestionarà la propietat intel·lectual dels Globus d'Or i supervisarà la "professionalització i modernització" de la cerimònia, inclosa "[augmentar] la mida i la diversitat de les votants per als premis anuals". Les activitats filantròpiques de l'HFPA continuarien per separat com a entitat sense ànim de lucre.